# 1124
Il 1124 (MCXXIV in numeri romani) è un anno bisestile del XII secolo.

## Eventi
- 10 maggio - Onorio II viene eletto 163º papa della Chiesa cattolica.
- 25 maggio - Consacrazione del Santuario di Montevergine dedicato alla Madonna ed eretto da San Guglielmo da Vercelli.
- 30 luglio - Caduta di Tiro. L'esercito Crociato assediò la città per due mesi, che capitolò infine grazie anche all'aiuto dei Veneziani.

## Nati
- Al-Mustanjid, califfo († 1170)
- Gilberto di Gembloux, scrittore e abate belga († 1213)
- Muhammad ibn Mardanish († 1172)
- Ottocaro III di Stiria, nobile austriaco († 1164)

## Morti
- 2 febbraio - Bořivoj II di Boemia, sovrano boemo
- 8 febbraio - Stefano di Grandmont, religioso e santo francese (n. 1046)
- 17 febbraio - Costabile Gentilcore, abate e santo italiano
- 19 marzo - Sigfrido II di Weimar-Orlamünde, nobile tedesco (n. 1107)
- 16 aprile - Guglielmo di Montfort-sur-Risle, religioso e abate francese (n. 1054)
- 23 aprile - Alessandro I di Scozia, re scozzese (n. 1078)
- 22 maggio - Wiprecht di Groitzsch, nobile tedesco
- 6 ottobre - Guido Guerra I Guidi, nobile italiano
- 7 dicembre - Rodolfo I della marca del Nord, nobile tedesco
- 13 dicembre - Papa Callisto II, papa e arcivescovo cattolico francese
- 26 dicembre - Dedo IV di Wettin, nobile tedesco (n. 1086)
- Angerio da Sant'Eufemia, vescovo cattolico francese
- Teobaldo Boccapecora, cardinale italiano
- Emma d'Altavilla, nobile normanna (n. 1063)
- Ḥasan-i Ṣabbāḥ, persiano
- Ruggero II di Foix, conte

## Calendario
| Calendario 1124 | Calendario 1124 | Calendario 1124 | Calendario 1124 | Calendario 1124 | Calendario 1124 | Calendario 1124 | Calendario 1124 | Calendario 1124 | Calendario 1124 | Calendario 1124 | Calendario 1124 | Calendario 1124 | Calendario 1124 | Calendario 1124 | Calendario 1124 | Calendario 1124 | Calendario 1124 | Calendario 1124 | Calendario 1124 | Calendario 1124 | Calendario 1124 | Calendario 1124 | Calendario 1124 | Calendario 1124 | Calendario 1124 | Calendario 1124 | Calendario 1124 | Calendario 1124 | Calendario 1124 | Calendario 1124 | Calendario 1124 | Calendario 1124 |
| --------------- | --------------- | --------------- | --------------- | --------------- | --------------- | --------------- | --------------- | --------------- | --------------- | --------------- | --------------- | --------------- | --------------- | --------------- | --------------- | --------------- | --------------- | --------------- | --------------- | --------------- | --------------- | --------------- | --------------- | --------------- | --------------- | --------------- | --------------- | --------------- | --------------- | --------------- | --------------- | --------------- |
|                 | 1               | 2               | 3               | 4               | 5               | 6               | 7               | 8               | 9               | 10              | 11              | 12              | 13              | 14              | 15              | 16              | 17              | 18              | 19              | 20              | 21              | 22              | 23              | 24              | 25              | 26              | 27              | 28              | 29              | 30              | 31              |                 |
| Gennaio         | Ma              | Me              | Gi              | Ve              | Sa              | Do              | Lu              | Ma              | Me              | Gi              | Ve              | Sa              | Do              | Lu              | Ma              | Me              | Gi              | Ve              | Sa              | Do              | Lu              | Ma              | Me              | Gi              | Ve              | Sa              | Do              | Lu              | Ma              | Me              | Gi              |                 |
| Febbraio        | Ve              | Sa              | Do              | Lu              | Ma              | Me              | Gi              | Ve              | Sa              | Do              | Lu              | Ma              | Me              | Gi              | Ve              | Sa              | Do              | Lu              | Ma              | Me              | Gi              | Ve              | Sa              | Do              | Lu              | Ma              | Me              | Gi              | Ve              |                 |                 |                 |
| Marzo           | Sa              | Do              | Lu              | Ma              | Me              | Gi              | Ve              | Sa              | Do              | Lu              | Ma              | Me              | Gi              | Ve              | Sa              | Do              | Lu              | Ma              | Me              | Gi              | Ve              | Sa              | Do              | Lu              | Ma              | Me              | Gi              | Ve              | Sa              | Do              | Lu              |                 |
| Aprile          | Ma              | Me              | Gi              | Ve              | Sa              | Do              | Lu              | Ma              | Me              | Gi              | Ve              | Sa              | Do              | Lu              | Ma              | Me              | Gi              | Ve              | Sa              | Do              | Lu              | Ma              | Me              | Gi              | Ve              | Sa              | Do              | Lu              | Ma              | Me              |                 |                 |
| Maggio          | Gi              | Ve              | Sa              | Do              | Lu              | Ma              | Me              | Gi              | Ve              | Sa              | Do              | Lu              | Ma              | Me              | Gi              | Ve              | Sa              | Do              | Lu              | Ma              | Me              | Gi              | Ve              | Sa              | Do              | Lu              | Ma              | Me              | Gi              | Ve              | Sa              |                 |
| Giugno          | Do              | Lu              | Ma              | Me              | Gi              | Ve              | Sa              | Do              | Lu              | Ma              | Me              | Gi              | Ve              | Sa              | Do              | Lu              | Ma              | Me              | Gi              | Ve              | Sa              | Do              | Lu              | Ma              | Me              | Gi              | Ve              | Sa              | Do              | Lu              |                 |                 |
| Luglio          | Ma              | Me              | Gi              | Ve              | Sa              | Do              | Lu              | Ma              | Me              | Gi              | Ve              | Sa              | Do              | Lu              | Ma              | Me              | Gi              | Ve              | Sa              | Do              | Lu              | Ma              | Me              | Gi              | Ve              | Sa              | Do              | Lu              | Ma              | Me              | Gi              |                 |
| Agosto          | Ve              | Sa              | Do              | Lu              | Ma              | Me              | Gi              | Ve              | Sa              | Do              | Lu              | Ma              | Me              | Gi              | Ve              | Sa              | Do              | Lu              | Ma              | Me              | Gi              | Ve              | Sa              | Do              | Lu              | Ma              | Me              | Gi              | Ve              | Sa              | Do              |                 |
| Settembre       | Lu              | Ma              | Me              | Gi              | Ve              | Sa              | Do              | Lu              | Ma              | Me              | Gi              | Ve              | Sa              | Do              | Lu              | Ma              | Me              | Gi              | Ve              | Sa              | Do              | Lu              | Ma              | Me              | Gi              | Ve              | Sa              | Do              | Lu              | Ma              |                 |                 |
| Ottobre         | Me              | Gi              | Ve              | Sa              | Do              | Lu              | Ma              | Me              | Gi              | Ve              | Sa              | Do              | Lu              | Ma              | Me              | Gi              | Ve              | Sa              | Do              | Lu              | Ma              | Me              | Gi              | Ve              | Sa              | Do              | Lu              | Ma              | Me              | Gi              | Ve              |                 |
| Novembre        | Sa              | Do              | Lu              | Ma              | Me              | Gi              | Ve              | Sa              | Do              | Lu              | Ma              | Me              | Gi              | Ve              | Sa              | Do              | Lu              | Ma              | Me              | Gi              | Ve              | Sa              | Do              | Lu              | Ma              | Me              | Gi              | Ve              | Sa              | Do              |                 |                 |
| Dicembre        | Lu              | Ma              | Me              | Gi              | Ve              | Sa              | Do              | Lu              | Ma              | Me              | Gi              | Ve              | Sa              | Do              | Lu              | Ma              | Me              | Gi              | Ve              | Sa              | Do              | Lu              | Ma              | Me              | Gi              | Ve              | Sa              | Do              | Lu              | Ma              | Me              |                 |